# キパリソヴォ
キパリソヴォ（ロシア語: Кипарисово, ラテン文字転写: Kiparisovo）は、ロシア連邦沿海地方のナデジディンスキー地区にある村である。村の名前は、ウスリー鉄道の建設、運行に携わった技術者、アレクサンドル・フョードロヴィチ・キパリソフ（Александр Фёдорович Кипарисов）に由来する。

## 歴史
1895年、ウスリー鉄道の定常的な運行が始まり、1896年の地図で、鉄道駅にキパリソヴォの名前がみられる。沿海地方のウスリー鉄道の駅名の大部分は、ロシア極東地域の開発に活躍した人物にちなんだ名前が付けられており、キパリソヴォの名前は、ウスリー鉄道建設に備えたヴァシリー・セメノヴィチ・ナデジディン（Василий Семенович Надеждин）の調査隊に参加し、ウラジオストクからの第1区間の鉄道運行責任者も務めた土木・建築技術者のアレクサンドル・フョードロヴィチ・キパリソフに由来する。村の名前は、この駅名から付いたものである。
村ができる前、この土地にはルデンコという農民の家と農場だけがあった。ルデンコは1892年以来、キパリソヴォ駅から1ヴェルスタの場所で暮らしていた。そこへ、1899年に3家族が移住して、集落が形作られ、1900年には、更に17家族が移住してきた。村ができ始めたのは1899年だが、公的な資料では1900年がキパリソヴォの成立となっている。1902年の住民は、22戸31家族で男性95人、女性97人であったとされる。
住民の大部分は農民であったが、村で行われていた労働は農業だけではなかった。それというのも、村域内で耕作に適した土地が限られるため、耕作に向かない土地は、干し草を作るための牧草地として利用していたからである。鉄道駅に近い利点を生かし、ウラジオストク向けだけで年間320トンの干し草を出荷していた。漁業も行われており、綏芬河の支流でサケ、マス、ワカサギが豊富に獲れ、綏芬河の漁業免許の発行でも収入を得ていた。また、養蜂も行われており、余剰分の蜂蜜や蜜蝋を売って収入としていた。
1907年、村に最初の学校が1学級で設立され、それまでラズドリノエまで通っていた学齢期の子どもたちが村内で学べるようになり、1年目は23人が通学した。1912年には、キパリソヴォには44戸259人が住み、110人は読み書きができたという。1915年の調査では、キパリソヴォには61家族399人が住んでいた、とある。
キパリソヴォでは、駅からそう遠くない場所にガラス工場も作られていた。ガラス工場は、ウラジオストクを中心に手広く事業を展開するピャンコフ兄弟（ロシア語版）の商会が経営しており、地元で豊富にとれる石英砂岩を材料として、様々なガラス製品を生産していた。極東ロシア唯一だったガラス工場には、およそ700人の従業員がおり、早々に電気設備が導入され、灯油ランプによる夜間照明も備えていた。

## 地理
キパリソヴォ駅は、ウラジオストク駅からの営業距離が54ヴェルスタの場所に立地してる。現代のキパリソヴォは、4キロメートル隔たったキパリソヴォ1とキパリソヴォ2の2地区からなる。キパリソヴォ1は、ソ連時代にウラジオストク国営農場だった土地に形成された居住地で、2010年の国勢調査では人口が875人だった。キパリソヴォ2の方が、古くから形成された居住地で、ガラス工場の従業員の住居などで発展した。2010年の国勢調査で、キパリソヴォ2の人口は541人だった。
キパリソヴォでは、園芸コミュニティが発達している。都市住民が余暇を過ごす菜園付きコテジ（ダーチャ）が安価に入手でき、ウラジオストク郊外では人気の別荘地にもなっている。そのため、中等教育学校や「文化の家」、図書館、救護施設から個人商店まで、居住地の規模の割に設備が充実している。